# Râul Viștea Mare
Râul Viștea Mare este un curs de apă, unul din cele două brațe care formează râul Viștea. Unii cartografi prezintă râul Viștea Mare ca fiind cursul principal al râului Viștea. 

## Hărți
- Harta Munții Făgăraș  Arhivat în 8 septembrie 2013, la Wayback Machine.
- Harta Județului Brașov